# Armin Rohde (Volkswirt)
Armin Rohde (* 1952) ist ein deutscher Wirtschaftswissenschaftler und Hochschullehrer. Er studierte von 1974 bis 1979 an der Universität Hannover, wo er anschließend als Wissenschaftlicher Mitarbeiter am Institut für Volkswirtschaftslehre tätig war. Nach der Promotion zum Dr. rer. pol. (1984) war er ebenfalls in Hannover zunächst Hochschulassistent, später Akademischer Oberrat. 1994 wurde er im Fachgebiet Volkswirtschaftslehre habilitiert. Nach Lehrstuhlvertretungen in Paderborn und Greifswald wurde er 1997 auf den Lehrstuhl für Allgemeine Volkswirtschaftslehre, insbesondere Geld und Währung, an der Ernst-Moritz-Arndt-Universität Greifswald berufen.
Rohde ist Mitglied im wirtschaftspolitischen Beraterstab des Deutschen Sparkassen- und Giroverbands, Beiratsmitglied der Wirtschaftsfördergesellschaft Vorpommern mbH und Studienleiter an der Verwaltungs- und Wirtschaftsakademie Mecklenburg-Vorpommern.